# 富雄町
富雄町（とみおちょう）は奈良県北西部、生駒郡に属していた町。大和川水系の支流・富雄川を擁する。
富雄・学園前を中心とする現在の奈良市西部の広い範囲に当たり、北端は現在の奈良市東登美ヶ丘、南端は奈良市石木町に位置していた。

## 地名の由来
『日本書紀』および『古事記』に描かれた神武天皇の神武東征に由来する。
西暦紀元前663年（天鈴55年）、のちに神武天皇として即位する神日本磐余彦尊（かむやまといわれひこのみこと）は、この地を支配する豪族・長髄彦と戦った。磐余彦尊が苦戦するなか、急に空が暗くなり、雹が降り出す。その時、金色の鵄（とび）が飛来して弓先に止まり、神通力を得た磐余彦尊は長髄彦を討って勝利を収めた。この様子を見た人々は、当地を鵄邑（とびのむら）と名付けた。後世、鵄邑は鳥見郷または鳥見庄と呼ばれるようになり、さらに変化して富雄村となった。
ただし、地名の由来となった神武天皇聖蹟碑は富雄町ではなく、隣接する生駒郡北倭村（現・生駒市）に存在する。
この故事は、奈良市への編入前年の1954年（昭和29年）に富雄町教育委員会が発行した「富雄町史」にも記載されている（奈良市立西部図書館及び中央図書館で閲覧可能）。

## 歴史
- 1889年（明治22年）4月1日 - 町村制の施行により、添下郡 二名村, 三碓村, 中村, 大和田村, 石木村が合併し富雄村が成立。
- 1897年（明治30年）4月1日 - 所属郡を生駒郡に変更。
- 1953年（昭和28年）4月1日 - 町制施行し、富雄町となる。
- 1955年（昭和30年）3月15日 - 伏見町、帯解町、辰市村、五ヶ谷村、明治村とともに奈良市へ編入され廃止。

## 交通

### 鉄道路線
- 近畿日本鉄道
  - 奈良線
    - 富雄駅 - 学園前駅

### 道路
- 主要地方道大阪枚岡奈良線

## 出身・ゆかりの有名人
奈良市編入後の富雄地区に関連する人物については、奈良市の項目を参照。
- 中村メイコ - 戦時中、当時の生駒郡富雄村に疎開していた[4]。